# Tarup Bæk
Tarup Bæk (på tysk sammentrukket til Taerbek) er et vandløb i det nordvestlige Angel i Sydslesvig. I administrativ henseende hører den under Slesvig-Flensborg kreds og den kredsfrie kommune Flensborg i den nordtyske delstat Slesvig-Holsten. Bækken udspringer ved skoven Vesris, løber mod Fuglsang og nord om Flensborg-bydelen Tarup, inden den munder efter 3,8 km ved Adelby Kirke ud i Adelby Bæk, hvorefter vandløbet kaldes for Lautrupsbæk. Tarup Bæk er første gang nævnt 1766. Den har fået navn efter Tarup. Meyer skriver 1648 Taerbeck.